# Sommerschafweide im Bau, Ofenbuckel und Butzenbuch
Die Sommerschafweide im Bau, Ofenbuckel und Butzenbuch ist ein vom Landratsamt Münsingen am 31. Mai 1955 durch Verordnung ausgewiesenes Landschaftsschutzgebiet auf dem Gebiet der Gemeinde Hohenstein.

## Lage
Das etwa 23,4 Hektar große Landschaftsschutzgebiet liegt etwa 1,5 km nordwestlich des Ortsteils Meidelstetten im Gewann Bauen. Es liegt im Naturraum Mittlere Kuppenalb.
Geologisch stehen hauptsächlich die Unteren Massenkalke des Oberjuras an.

## Landschaftscharakter
Das Gebiet ist größtenteils bewaldet, nur im Norden befinden sich an der Straße nach Sonnenbühl einige Wiesen und Feldgehölze. im Zentrum befinden sich kleinere Felsformationen. Im Süden liegt ein Teil des Sondermunitionslagers Golf, ein ehemaliges Atomwaffenlager.

## Zusammenhängende Schutzgebiete
Im Südwesten grenzt das Naturschutzgebiet Bauenofen-Häulesrain-Tal an, das gleichzeitig Bestandteil des FFH-Gebiets Gebiete um Trochtelfingen ist.